# Rudolf von Jhering

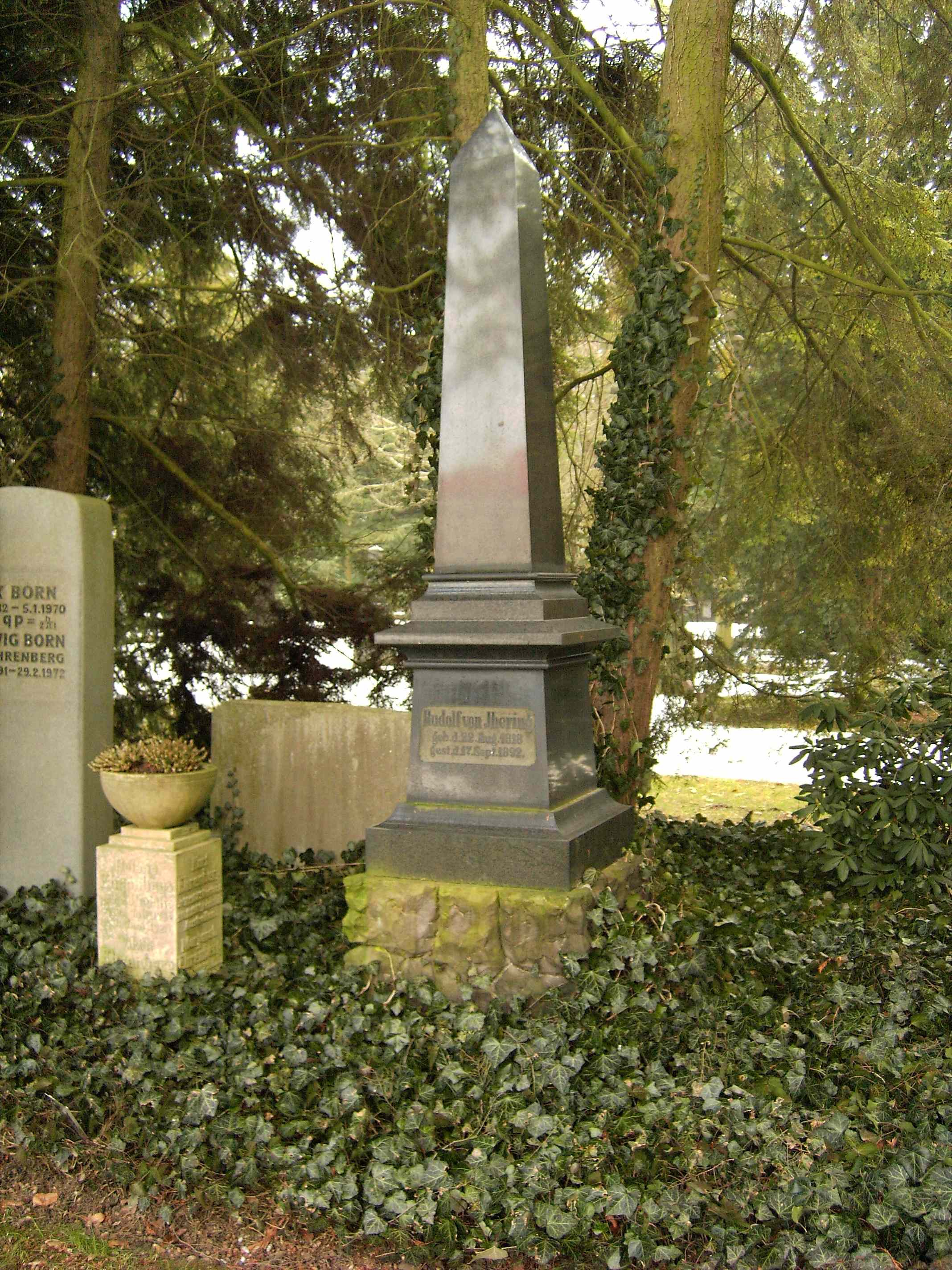
Rudolf von Jhering sírja Göttingenben

Rudolf von Jhering [ejtsd: jering] (Aurich, 1818. augusztus 22. – Göttingen, 1892. szeptember 17.) német jogtudós, a 19. századi egyetemes jogtudomány egyik legkiválóbb alakja. Legidősebb fia Hermann von Ihering (1850–1930)  brazil–német természettudós volt.

## Életútja
Heidelbergben, Münchenben és Göttingenben tanult; 1843-ban Berlinben magántanárrá habilitáltatta magát, 1845-ben Bázelben, 1846-ban Rostockban, 1849-ben Kielben, 1852-ben Gießenben és 1868-ban Bécsben lett rendes tanár. 1872-ben Göttingenbe nevezték ki és titkos igazságügyi tanácsossá tették.

## Munkássága
Jhering tudományos nézetei pályafutása alatt jelentősen módosultak. A 19. század utolsó évtizedeiben a formális, csak jogászi szemléletnek a kritikája is a kialakuló
szociológia tudományán belül.  A szociológiai szemlélet egyik  változata elsősorban  Jhering  nevéhez fűződött, aki pályája második felében szembefordult a hagyományos törvénypozitivizmussal és megalapozta az ún. érdekkutató jogtudományt, ami egyben a jogtudománynak a szociológiai szemléletmód előtti nyitását is előkészítette. Ebből a felfogásból az államelmélet vonatkozásában az következett, hogy a hagyományos államjogi pozitivista szemlélet keretein túl kell lépni.
Az, hogy a bűncselekmény nemcsak az ezt körbeíró jogszabály szempontjából értékelhető, hanem a minden szabály mögött meghúzódó és azt szülő érdekek oldaláról is, Jhering jogfelfogásából ered, aki a „Der Zweck im Recht” című monográfiájában ezt ki általános jogfelfogásként fejtette ki.
Az ő nevéhez fűződik a jogértelmezés egyik lehetséges módja, az ú. n. teleologikus jogértelmezés, amely a jogszabályban objektíve, szövegszerűen lefektetett célokból indul ki.

## Emlékezete
Sírja Göttingenben található.
Aurichban utcanév  őrzi emlékét.

## Művei
- Geist des römischen Rechts auf den verschiedenen Stufen seiner Entwicklung (Lipcse, 1858-66, 3 rész, 4. kiad. 1883)
- Das Schuldmoment im römischen Privatrecht (Gießen, 1867)
- Die Jurisprudenz des täglichen Lebens (Jogesetek, Jéna, 1870, 6. kiad., 1886, magyarra fordította dr. Biermann Mihály: A jogtudomány a mindennapi életben cím alatt, Budapest, 1875)
- Der Kampf ums Recht (Bécs, 1872, 11 kiad. 1895, magyarra fordította Ballai Lajos és Lippe Vilmos: Küzdelem a jogért cím alatt Budapest, 1874)
- Gesammelte Aufsätze (Jéna, 1881-86, 3 kötet)
- Scherz und Ernst in der Jurisprudenz (3. kiad. Lipcse, 1885)
- Der Zweck im Recht (2. kiad. uo. 1884-86)
- Das Trinkgeld (Braunschwieg, 1882)
- Der Besitzwille (Jena, 1889)

## Magyarul
- Magánjogi esetek; magyarította Schwarz Gusztáv; Franklin Társulat, Bp., 1886
- Magánjogi esetek; ford., bőv. Schwarz Gusztáv; 2. bőv. kiad.; Politzer, Bp., 1901 (Római jogi gyakorlatok)